# TrueType

Gegenüberstellung TrueType- und Rastergrafik-Schriftart

TrueType ist ein Standard für Fonts zur Schriftdarstellung auf Bildschirmen und Druckern (engl. true type: wörtlich „echte Schrift“ oder „echter Buchstabe“). Er ist in die Betriebssysteme Windows und Mac OS integriert und unter unixähnlichen Betriebssystemen mit FreeType verfügbar.

## Übersicht
TrueType-Schriften gehören zu den Outline-Schriften. Sie werden im Gegensatz zu Bitmap-Schriften nicht aus einzelnen Pixeln aufgebaut, sondern nach dem Prinzip einer Vektorgrafik aus Konturen. Speziell handelt es sich hier um quadratische B-Splines. Der Vorteil der Vektordarstellung ist die verlustfreie Skalierbarkeit, d. h. die Größe der Schrift ist beliebig veränderbar. Erst bei der Ausgabe auf unterschiedlichen Geräten, meist Bildschirm und Drucker, werden die Konturen mit Pixeln gefüllt. Die konkurrierende, ältere PostScript-Fonttechnologie von Adobe verwendet Bézierkurven dritten Grades (kubisch).
Die Dateierweiterung für TrueType-Fonts ist .ttf oder .ttc, wobei Letzteres für TrueType Collection steht. TTCs sind Containerdateien, die mehrere Schriften enthalten; sie teilen sich viele TrueType-Tabellen und brauchen so weniger Speicherplatz.

## Geschichte
Adobes Patentpolitik in Zusammenhang mit seinen PostScript-Fontformaten führte zur Entwicklung des TrueType-Formats. Apple-Entwickler arbeiteten schon während der späten 1980er Jahre an verschiedenen Vektorschriftartentechniken. Der leitende Ingenieur Sampo Kaasila stellte das spätere TrueType vor – zunächst unter dem Namen Bass (englisch für Barsch), der zwischenzeitlich nochmals zu Royal (englisch für königlich) geändert wurde. Der Standard wurde im Mai 1991 von der Firma Apple mit System 7 (klassisches Mac OS) veröffentlicht, später von Microsoft lizenziert und Anfang 1992 in Windows 3.1 integriert.
Weiterentwicklungen sind sogenannte „Smartfont“-Techniken wie das 1994 veröffentlichte TrueType GX (aus QuickDraw GX), das heute als Apple Advanced Typography (AAT) weiterlebt, oder auch das 1995 angekündigte und mit Windows 95 teilweise veröffentlichte TrueType Open, das mit Adobe zu OpenType weiterentwickelt wurde und Microsofts konkurrierende Alternative zu AAT darstellt. Eine freie, weitere „Smartfont“-Technik in der Nachfolge von TrueType stellt Graphite dar, die TrueType abwärtskompatibel erweitert.